# Rikk Agnew
Richard Francis Agnew Jr., meglio noto come Rikk Agnew (9 dicembre 1958) è un chitarrista statunitense che ha suonato in alcune delle più importanti band hardcore punk della scena della contea di Orange, oltre che nella band deathrock Christian Death.

## Biografia
Nel 1979 Rikk ha suonato per un breve periodo con l'amico Casey Royer, nei Social Distortion e nei The Detours. Si unì agli Adolescents nel 1980 insieme a Royer e partecipò nel 1981 al celebre The Adolescents pubblicato da Frontier Records. Agnew lasciò la band nel 1981, poco dopo la pubblicazione di questo album, a causa di incomprensioni personali e musicali con gli altri membri della band. Lo rimpiazzò per breve tempo Pat Smear dei The Germs, in seguito chitarrista nei Nirvana e nei Foo Fighters. 
Agnew pubblicò il suo primo album da solista nel 1982, intitolato All by Myself, nel quale suonò tutti gli strumenti. Poi entrò per un breve periodo nei Christian Death, con cui pubblicò Only Theatre of Pain. Nel 1983 si unì ai D.I., con Casey Royer e il fratello minore Alfie Agnew. Nel 1986, in occasione della reunion degli Adolescents Agnew lasciò i D.I. e rimase con la band fino al successivo scioglimento datato 1989. 
In seguito Agnew tornò ad occuparsi della sua carriera solista, pubblicando Rikk Agnew's Yard Sale e Turtle. Nel 2000 si riunì nuovamente agli Adolescents e continuò a suonare fino al 2003. Agnew è anche stato in tour con la formazione riunita dei 45 Grave, al posto del chitarrista originale Paul Cutler, nel 2004 e nel 2005. Al momento è chitarrista nei PooP di Scott Hoogland, ex front-man dei The Mechanics. Agnew suona anche nei The Detours e nell'ultimo album dei Voodoo Church.

## Vita privata
Attualmente Rikk Agnew è sposato con Gitane DeMone già vocalist e tastierista dei Christian Death dal 1984 al 1989.

## Discografia parziale

### Con gli Adolescents

#### Album di studio
- 1981 - Adolescents
- 1987 - Brats in Battalions
- 1988 - Balboa Fun*Zone

#### Album live
- 1989 - Live 1981 and 1986

### Con i D.I.

#### Album di studio
- 1983 - Team Goon
- 1985 - Ancient Artifacts
- 1986 - Horse Bites Dog Cries

#### Raccolte
- 2002 - Caseyology
- 2003 - Best of D.I.

### Con i Christian Death
- 1982 - Only Theatre of Pain
- 1984 - Deathwish
- 1993 - Iconologia
- 1993 - Sleepless Nights
- 1994 - The Doll's Theatre

### Solista
- 1982 - All by Myself
- 1990 - Emotional Vomit
- 1992 - Turtle
- 1996 - Smash Demos, Vol. 2